# Трюхіно
Трю́хіно (рос. Трюхино) — село у складі Макушинського округу Курганської області, Росія.
Населення — 108 осіб (2010, 244 у 2002).
Національний склад станом на 2002 рік:
- росіяни — 66 %
- казахи — 31 %